# 香港97
『香港97』（ホンコン97）は、1995年に吉喜軟体公司（Happy Software Ltd.,）が開発した、スーパーファミコン用ゲームソフト。ただし日本では正式な流通ルートを介さない、いわゆるアングラソフトとして位置づけられた。クーロン黒沢が開発に携わったとされる。

## ゲーム内容

### システム
主人公の陳を操り、ひたすら多種多様の敵キャラを撃つシューティングゲームで、かつてX68000で出回っていたアングラ系同人ソフト『ザ・天安門』（1989年）及び『Special天安門』(1990年)の影響が強い。主人公の陳は前面にしか弾を発射できない一方、敵キャラは前からだけでなく左右からも登場する。また撃破時にアイテムとも取れるような弾を撃ち返してくる敵もいる。中国人民や中国共産党員とされる人間型の敵以外にも、中国共産党幹部のリムジンとされる黒塗りの自動車、果ては中国政府の秘密巨大兵器とされる鄧小平の生首までもが襲い掛かってくる。さらに陳は1回でも敵キャラや敵が発射する弾に接触した時点でゲームオーバーとなってしまうため、ゲームとしての難易度は高い。BGMは終始サンプリングされた中国語の歌がひたすら流れる。背景は統一性がなく、風景や毛沢東の写真、中国語のプロパガンダポスター、コカ・コーラや亞洲電視のロゴであったりと様々である。
また事あるごとに日付入りの人間の死体画像が表示される事や差別的かつ不謹慎な世界観など、プレイヤーを不快にする要素も多いため好みが分かれるゲームとなっている。
本ゲームは英語・日本語・中国語（繁体字）の三言語に対応している。

### エンディング
この作品にはエンディングが存在し、中国の総人口分のスコアで見られるとされていたが、後にクーロン黒沢が語るには「最初からエンディングは存在していない」とのことであり、クリア不可能な所謂「無理ゲー」である。ただし、ゲームオーバー後にスタッフロールや吉喜軟体公司からの告知文が流れる。

## ストーリー
香港の中国返還を直前に控えた1997年。中国本土からの中国人の大量流入による治安の悪化などを恐れる香港政庁は、ブルース・リーの親戚でもある殺しのプロ陳に中国人民12億人の抹殺を依頼した。しかし、その一方中国では、死亡した鄧小平を巨大兵器に改造する研究が行われていた。

## 開発

### 開発スタッフ
開発スタッフはクーロン黒沢以外は明確にされていないが、後の雑誌インタビューによるとプログラムは当時某ソフトメーカーに在籍していたと言われるプログラマーが担当しており黒沢が語るには、そのプログラマーが当時手掛けていたゲームソフトのゲームシステムを流用しているとの事。中国語字幕担当は気の弱い中国人男性とクーロン黒沢は語っている。

### 香港97以降
黒沢は当作の後にオウム真理教を題材にした『上九一色村物語』をAUMSOFT名義でリリースしたが、それ以降はアングラゲームソフトリリースは行っておらず、最近のアングラソフトの減少に対して「アングラソフト特有の危険な匂いをGTA等の反社会的内容のゲームが持ち、メーカーから正規リリースされる事によって非正規ソフトであるアングラソフトの（ダークな）インパクトが薄れている」との見解を示している。なお、2010年代では本作程度のゴア表現を有する商用ゲーム作品は、コンピュータゲームのレイティングシステム上は成人向けゲームに分類される欧米の残酷ゲームではごくありふれたものとなっている。

## スタッフ
- 原案：陳太黒（クーロン黒沢）
- 遊戯的紐：David Chin
- 音響制作：スラポン
- 電脳絵画：小川のり子
- 英文字幕：Genom
- 中文字幕：ゲーリーチョウ
- 協力：SGI[注 19]、カナダ大使館[注 20]

## 評価
もともとこのゲームは正式な流通経路を通していないため入手が難しく、日本ではパソコン通信やインターネットなどの一部で、「不謹慎なゲームがある」と口コミ的な話題となるにすぎない物であった。しかし、1990年代後半より実在の事件・事故を題材にした不謹慎ゲームのひとつとしてマスコミで記事となったり、『ゲームラボ』などアンダーグラウンド的な世界を紹介する雑誌・書籍でたびたび興味本位に紹介された事や、2000年代以降も『The Angry Video Game Nerd』(AVGN)などの日本国内外の著名なYouTuberにより「史上最悪のクソゲー」の一つとして度々紹介されている事などもあり、正式な流通経路を介さないゲームとしては知名度の高いゲームとなった。
なお、雑誌やウェブサイト等で紹介される際には「香港（あるいは東南アジア）で製作された、任天堂非公認のカートリッジソフト」として紹介されることが多い。だが元来は日本国内で開発され、マジコン用フロッピーディスクを媒体として頒布された同人ソフトであり、東南アジア方面で出回るROMカートリッジに焼き付けられたものはデッドコピー品である。これは、このソフトの製作者であるとされるクーロン黒沢の著書に記述が見られる。
少なくとも2015年3月の時点では在庫切れとなっている。